# Єгипет на літніх Олімпійських іграх 1984
Єгипет брав участь у Літніх Олімпійських іграх 1984 року у Лос-Анджелесі (США) учотирнадцяте за свою історію, пропустивши Літні Олімпійські ігри 1980 року, і завоював одну срібну медаль.

## Срібло
- Дзюдо, чоловіки — Мухаммед Алі Рашван.